# Medijci
Medijci so bili indoevropsko ljudstvo, ki je živelo v severnih, zahodnih in severozahodnih območjih današnjega Irana, v grobem jih lahko označimo z območji Teherana, Hamedana, Azerbajdžana, severa Isfahana, Zanjana, in Kurdistana. Ta regija je bila v Stari Grčiji znana kot Medija. Okrog 6. stoletja pr. n. št. so Medijci ustvarili imperij (Medijsko cesarstvo), ki se je raztezal od province Aran (danes Republika Azerbajdžan) do severne in centralne Azije in Afganistana.
Medijcem pripisujejo nastanek Irana kot imperija in naroda, ki je bil največjih razsežnosti dokler Kir II. Veliki ni premagal vojske svojega deda, medijskega šaha Astjaga in osnoval združeni imperij Medijcev in Perzijcev, pogosto označevan kot Ahemenidsko cesarstvo. Do tega dogodka so bili vsi iranski narodi med civilizacijami starega sveta poznani kot Medijci oziroma Madijci.
V splošnem štejemo Medijce kot prednike današnjih Kurdov. Razen nekaterih osebnih (lastnih) imen je jezik Medijcev (medijščina) danes popolnoma nepoznan, nedvomno pa je bil podoben avestanskim in skitskim jezikom. 

## Medijska plemena
- Busae, iz perzijščine buza. Njihovo pravo ime je neznano.
- Paraetaceni, nomadski narod
- Strukhat
- Arizanti, od Arya (plemiči) in Zantu (pleme, klan).
- Budii, pleme med črnomorskimi Skiti
- Magi, njihov jezik so Sumerci imenovali emegir.